# サバト (魔女)

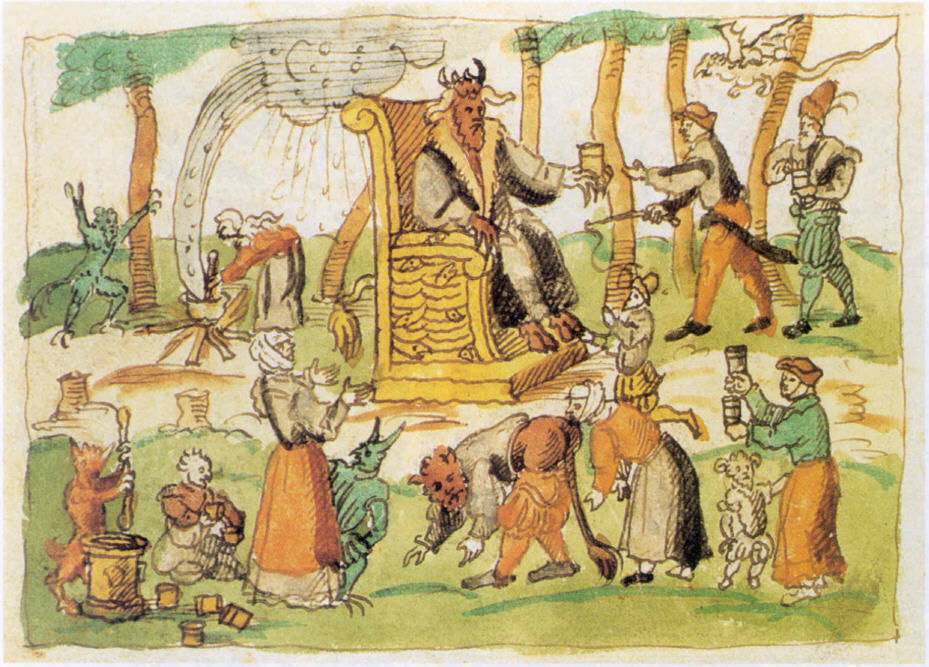
サバトに集う悪魔と魔女たち（ヨーハン・ヤーコプ・ヴィックの年代記 :en:Wickiana より）

サバト (Sabbath、Sabbat) とはヨーロッパで信じられていた魔女あるいは悪魔崇拝の集会。魔宴、魔女の夜宴・夜会ともいう。ヨーロッパでは土曜の夜に魔女が集会を行うと信じられ、中世から17世紀ごろまでサバトに参加した罪を告発されて裁判にかけられた無数の人々の記録が残っている。しかしそのような集会が本当に行われたという信頼に足る記録はなく、サバトについて書き記されたことの多くは故意に作り上げられた虚報か、人々の想像の産物とも考えられている。
語源については不明であり諸説あるが、安息日である第七日を表すヘブライ語のシェバト（שבת）に由来するという説が妥当とされている。サバトという言葉自体は後に普及した古フランス語の呼称であり、当初はシナゴーグという呼称が一般的であった。また、当時の民衆の間では striaz、barlótt、akelarre など、地方ごとにこうした集会を表すさまざまな呼称があった。

## 歴史
中世ヨーロッパの各地で、女たちが夜間にディアーナやゲルマンの女神ホルダと飛行し集うといった異教的民間信仰があった。906年頃にプリュムのレギノンが編纂したカノン（教会法）は、夜に動物に乗ってディアーナとともに旅をしたり、ディアーナに仕えるために召集される「邪悪な女たち」がいるとし、これを根絶すべき迷信として非難している。このテクストは11世紀にヴォルムスのブルヒァルト（en:Burchard of Worms）が編纂した「教令集」に若干改変された形で再録され、後に『司教法令集』と呼ばれて流布した。『司教法令集』は「ディアーナの騎行」は悪魔に吹き込まれた幻覚にすぎず、現実のものではないと断じた。そのためか、こうした女たちへの罰は比較的軽いものであった。その頃はまだ悪魔に仕える魔女という存在の概念は確立していなかったが、ここにみられる女たちの夜の旅や集会は、魔女がホウキや動物にまたがって夜に集うという後世に作られた類型的サバト像に通じるものである。
ロッセル・ホープ・ロビンズなどの学者は、悪魔的なサバトの概念は主として中世末期の14-15世紀に異端審問官や学者らによって作り上げられたものであり、異端審問においてサバトが初めて登場したのは1335年のトゥールーズでの裁判であったとした。しかし、ノーマン・コーンは1330年代のトゥールーズの魔女裁判に関する典拠となったラモト＝ランゴン男爵の『フランスにおける異端審問所の歴史』（1829年）は一次史料に依拠しない歴史捏造的な書物であると指摘し、魔女のサバトの概念が14世紀において南フランスでのカタリ派迫害の延長線上に生まれたとする説を論駁している。初期の悪魔学者ヨハンネス・ニーダー（en:Johannes Nider, ca 1380-1438）はサバトのことを知らず、魔女の空中飛行については懐疑的であったが、スイスで子どもを殺す儀式があったことを『蟻塚』（Formicarius, 1435-1438）の中で記している。また、女性を非難する側と擁護する側の議論を描いたマルタン・ル・フラン（en:Martin Le Franc）の長編詩『女性の擁護者』（Le Champion des dames, ca 1440）では当時のサバト観が論じられている。1452年の作者不詳の小冊子『ガザリ派の誤謬』（Errores Gazariorum）にもサバトのことが出てくる（そこではサバトのことはシナゴーグと呼ばれている）。
15世紀には、悪魔崇拝的な魔女たちが徒党を組んでいると考えられるようになり、乱交に耽ったり幼児を食らったりする魔女の秘密集会のことが悪魔学の論書の中で取り沙汰された。こうした魔女の所業の告発は、キリスト教の異端やユダヤ人に対してなされた告発とよく似たものであった。14世紀ごろにはヴァルド派やカタリ派の異端者は悪魔崇拝の嫌疑をかけられ、サタンと性交したり秘密の集会（こうした集会はユダヤ人の集会であるシナゴーグの名で呼ばれた）で乱交に及ぶと考えられていた。魔女の集団が実在するという考えが生まれた背景には、こうした異端者やユダヤ人への空想的な偏見があるとする見方がある。上述のような悪魔に仕える魔女の概念が確立した15世紀には、『司教法令集』で女たちの夜の飛行や集会が幻覚とされたのと対照的に、サバトは現実の出来事とされ、火刑に処すべき罪とみなされるようになった。
近世の魔女裁判に大きな影響を与えたと言われている『魔女に与える鉄槌』(1486年)では魔女の集会についてあまり言及されていないが、16-17世紀にはジャン・ボダン（en:Jean Bodin, 1529/30-1596）の『魔女の悪魔憑依』（De la Démonomanie des Sorciers, 1580）やド・ランクル（en:De Lancre, 1553-1631）の『堕天使と悪霊の無節操一覧』（Tableau de L'inconstance des Mauvais Anges et Démons, 1612年）など多くの悪魔学論書が出版され、サバトに対する妄想は拡充されていった。多くの人々がサバトへの参加を告発されその命を失ったのもこの時代である。ペーター・ビンスフェルト（en:Peter Binsfeld）はその著 『蠱業（まじわざ）への注解』（Commentarius de Maleficius, 1622）で魔女を告発する際の重要な証拠として、その人物がサバトに参加したことを挙げている。

## サバトについて書き残された記述

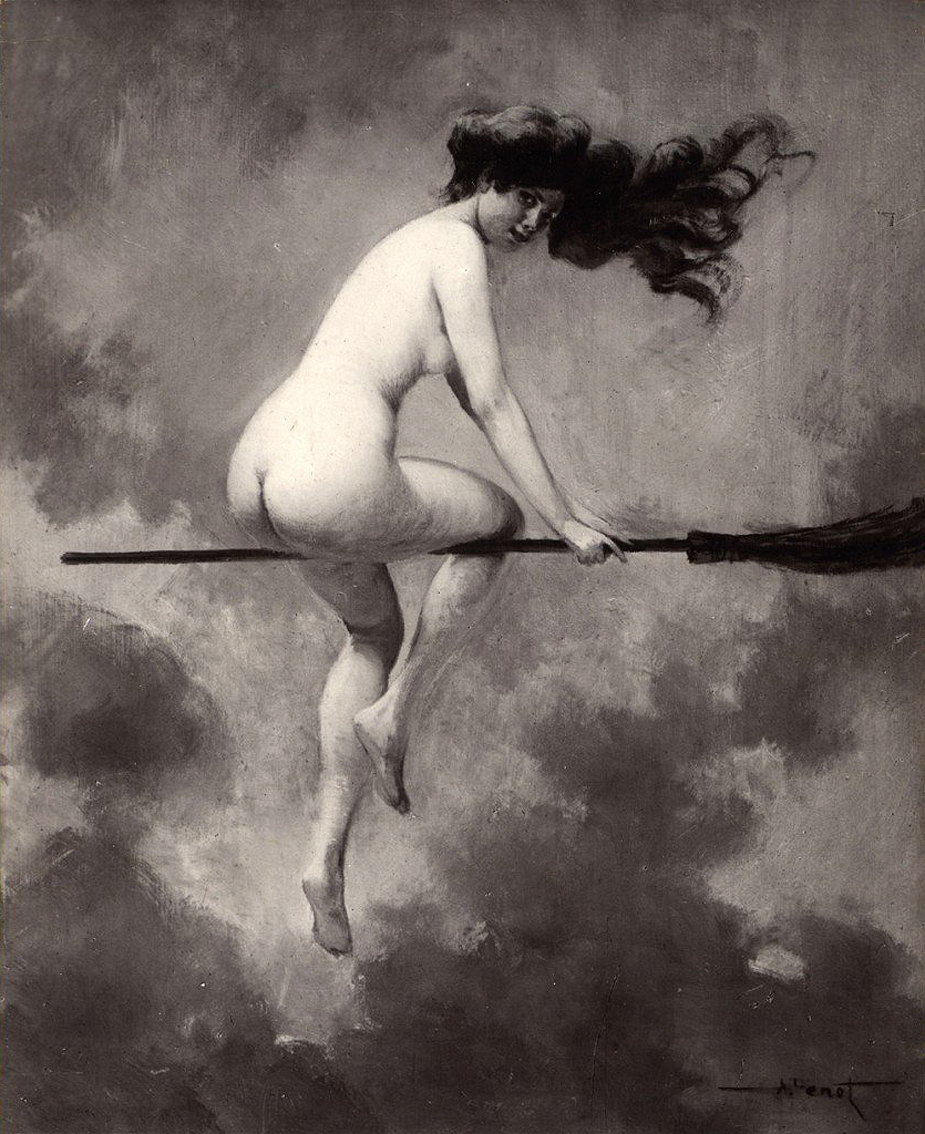
『サバトへの出発』アルベール・ジョゼフ・ペノー

イタリア、ミラノの司祭、フランチェスコ・グアッツォ（en:Francesco Maria Guazzo）による著『蠱業要覧』（Compendium Maleficarum）には、彼の想像によると思われる挿画を添えて具体的な記述が記されている。例えば「サバトの出席者は山羊の背中に乗って飛来する。彼らは聖なる十字架を踏みつけにし、悪魔の名のもとに洗礼を受け、服を脱ぎ捨てて悪魔の背中に接吻する。そして背中を合わせるようにして円舞を踊る。」
ハンス・バルドゥンク（en:Hans Baldung, ca 1484-1545）およびド・ランクルによれば、サバトでは人肉が食され、子どもの肉が好まれた。そして人骨も特別な方法で煮込まれた。悪魔は塩とパンと油を嫌うため、それらは禁止されていたと書いた者もいるが、他の証言は美味い料理に言及している。他に、人間の脂肪、とりわけ洗礼を受けていない子どもの脂肪は、魔女の飛行を可能にする軟膏を作るのに使われたと付け加える記述もある。魔女は集会場所まで自分で飛んでいったり、ホウキにまたがって行ったり、悪魔に運んでもらったりするとも信じられた。
悪魔学の論者らの間で一致して広く信じられた点は、サタンが（しばしば山羊またはサテュロスの姿で）サバトに出席していたというものである。また、時には一人の人間が悪魔に憑依されるために自分の身体を差し出し、霊媒の役を果たすこともあったと信じられた。サバトは真夜中に始まり夜明けに終わり、最初は行進からはじまり、宴を続行し、それから黒ミサ、そしてオルギア（躁宴、乱交）で最高潮を迎えるとも信じられた。オルギアでは婚外性交または男性か女性の姿をした悪魔との性交が行われた。幻覚剤と時にはアルコールが使われたという報告も多い。
悪魔学者や修道僧が作る自由奔放で無秩序といったおどろおどろしいパンフレットに反し、ドイツでの魔女裁判の告白で語られたサバトは、現実での上流階級の人間はサバトでも悪魔とともに上座に座り、下々の人々は下位の魔女となり、それぞれが食べ物を持ち寄り、ダンスや炊事、照明係などの雑用をさせられる、といった現実の秩序や農民の村祭りを丸写しにしたような地味な事例が多い。肝心の魔術の描写は淡白であり、悪魔の描写は傭兵や堕落した僧侶など、社会的に苦々しい存在をイメージさせることも多い。

### 場所
伝承によると、ほとんどの場合サバトは人里離れた場所で行われ、特に森や山が好まれた。サバトが行われるとされた有名な場所はブルターニュ半島、カリニャーノ、ピュイ＝ド＝ドーム山（フランス）、ブロッケン山、Melibäus、シュヴァルツヴァルト（ドイツ）、バルド山（ポーランド）、Vaspaku、サベルヌ、Kopastatö（ハンガリー）などがある。
バスク国では、サバト（そこではサバトのことはアケラッレ (en) もしくは山羊の原と呼ばれていた）は人気のない田野において行われると言われていた。

### 開催日
サバトが行われる日取りに関しては悪魔学の論者らの間でも見解は一致しない。キリスト教のミサが行われる前の日曜の夜に行われると仮定する者もいれば、サタンは聖なる祝祭日には力を弱めるとしてこの見解を否定する者もいた。
よく挙げられる日は2月1日（人によっては2月2日）、5月1日（大サバト、ヴァルプルギスの夜）、8月1日（収穫祭）、11月1日（ハロウィン、10月30日の夜から始まる）、復活祭、クリスマスであった。挙げられる頻度が比較的少ない日としては聖金曜日、1月1日（割礼祭）、6月23日（聖ヨハネの日）、12月21日（聖トマスの日）、聖体祝日などがある。
ベナンダンティやヨーロッパの同様の集団（後述）の証言によると、集会がよく行われる日は「四季の斎日」の週、クリスマスから公現祭までの12日間、または聖霊降臨祭である。

## サバトの真偽についての論議
サバトについての記述はサバトの集会に参加していない司祭、法律家、裁判官によってなされたもの、または魔女裁判の過程において記録されたものである。これらの証言については、その記述の大半は実際の出来事を反映しているかどうか疑わしいものと考えられている。ノーマン・コーンは、それらの記述を決定づけた主たる要因は審問官の期待と告発された側の自由連想であり、それが映し出すものは、少数派集団に対する無知や恐れや宗教的不寛容に動かされた当時の人々の想像の産物にすぎないと論じている。サバトについて残された記述は告発された人々の供述でもあるが、それは多かれ少なかれ彼らが拷問によって審問官の提示した罪状に同意するよう仕向けられた結果であった。
赤子を食う、井戸に毒を入れる、悪魔の肛門に接吻する、といった魔女のサバトの紋切り型の悪魔的要素の多くは、異端的なキリスト教セクト、ハンセン病者、イスラム教徒、ユダヤ人に対してなされた中傷でもある （血の中傷 を参照）。英語では魔女のサバト（Sabbath）は安息日を意味する通常の単語の Sabbath と同じ言葉であり、魔女にとってのキリスト教の安息日に相当するものである。もっと一般的に使われた言葉は「シナゴーグ」（ユダヤ教の集会）または「サタンのシナゴーグ」であり、おそらく反ユダヤ感情を反映しているが、魔女のものとされた諸行為とキリスト教やユダヤ教の慣行とはあまり類似したところがない。サバトに言及している『ガザリ派の誤謬』（Errorez Gazariorum）は、実際のガザリ派（ワルドー派のこと）のふるまいを論じたものではないが、これらの話を異端的なキリスト教の一集団に結びつけようとしてカタリ派の名を取った題名になっている。
アフリカの宗教儀礼に対するキリスト教の宣教師の態度は、ヨーロッパにおける魔女のサバトに対する彼らの態度と基本的に大差ない。アフリカの宗教儀礼を魔女のサバトの類とみなした報告もあったが事実ではない。アフリカ社会の一部では妖術（witchcraft）の存在が信じられているが、ヨーロッパの魔女裁判と同様、「妖術師」（witch）とされた人々は受け入れられず指弾される。

### サバトとのつながりが考えられる実在した諸集団
カルロ・ギンズブルグ、エーヴォ・ポクス (en)、Bengt Ankarloo、グスタフ・ヘニングセン（Gustav Henningsen）といった歴史学者は、これらの証言は告発された人々の信仰体系への考察を可能にするものだと考える。ギンズブルクはサバトを民衆文化と知的文化のぶつかり合いによって生み出された文化的形成物ととらえる。サバトとして断罪されたものの中には当時の民間信仰にあった夜の飛行や動物への変身といったシャーマニズムに通底する文化事象もあった。異端審問の過程で、こうした民俗信仰は、異端審問官などの当時の知的エリートの側からの視点で作られ広められた悪魔的なサバト像の型にはめられ、悪魔崇拝へと歪められていった。ギンズブルグはよく知られているように、ベナンダンティ（en:Benandanti）と自称する人々の集団についての記録を発見した。彼らベナンダンティは、身体から抜け出て霊魂となり、村の繁栄を守るため雲の中で悪霊と闘ったり、女神主催の大規模な祭に集まり、そこで女神から魔術を教わったりお告げを授かったりすると信じていた。ピレネー山脈のアルミエ（armier）、14世紀ミラノの「東方の貴婦人」（シニョーラ・オリエンテ en:Signora Oriente）の信者たち、15世紀北イタリアのリケッラ（Richella）の信者たちや「賢きシビッラ」、さらに遠く離れて、リヴォニアの狼憑き、ダルマチアのクレスニキ、ハンガリーのタルトス（en:táltos）、ルーマニアのカルシャリ（en:căluşari）、オセチアのブルクドゼウテ（burkudzauta）など、同様の事例はヨーロッパ中で発見されている。これらの人々が証言した集会は大方、シャーマニズムに特徴的な「脱魂（恍惚状態）」や「魂の飛翔」に類するものであったと考えられる。
魔女のサバトでの行事は前キリスト教のシャーマニズム宗教における行事に由来すると信じる人もいる。そうした行事は支配的な立場であるキリスト教徒からはもとより警戒の目で見られたであろう。この見方は一部のネオペイガンの認めるところである。